# Dorfkirche Klein Döbbern

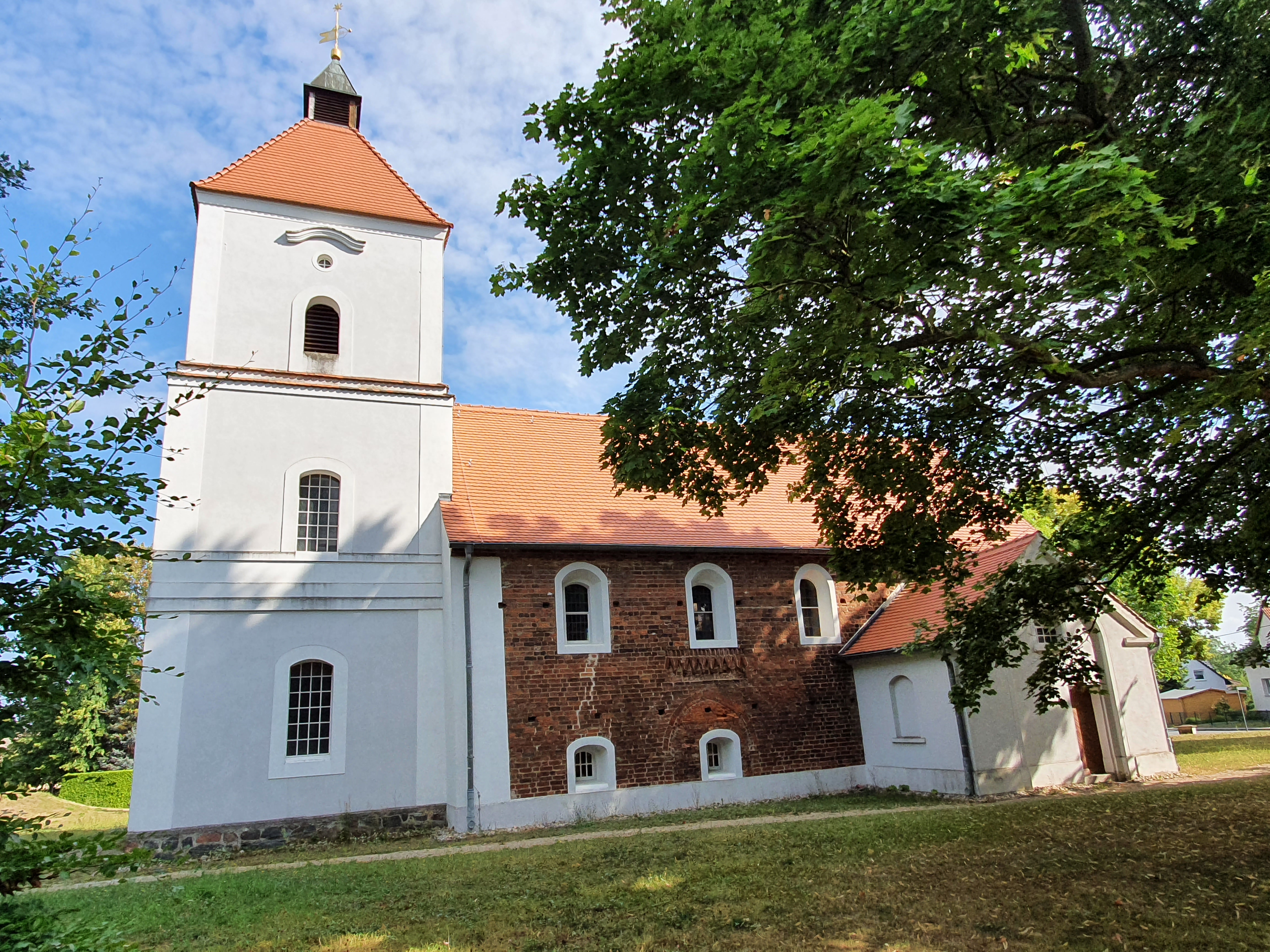
Dorfkirche Klein Döbbern (2022)

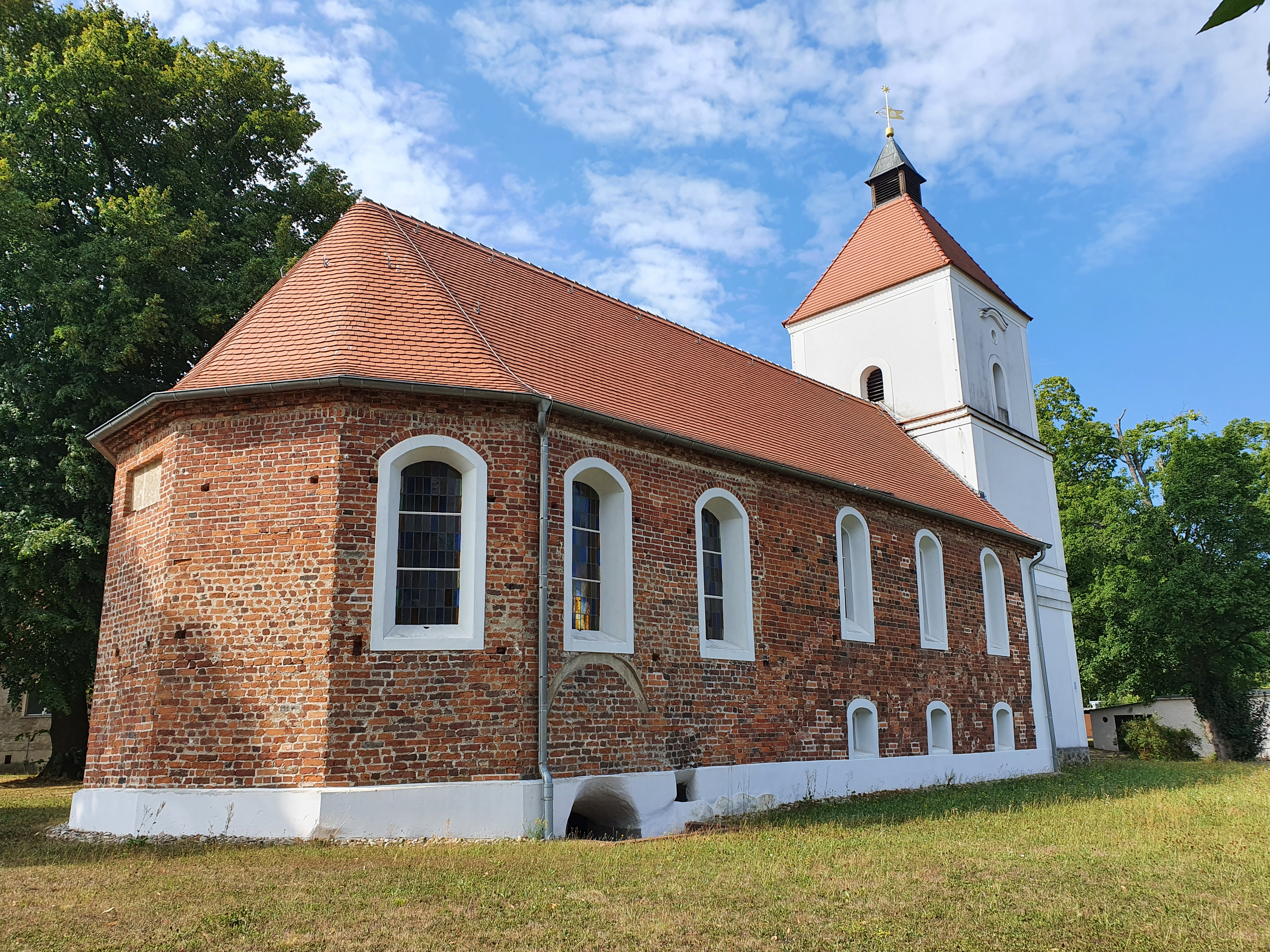
Ostschluss der Kirche (2022)

Die Dorfkirche Klein Döbbern ist das Kirchengebäude in dem zur Gemeinde Neuhausen/Spree gehörenden Ortsteil Klein Döbbern im Landkreis Spree-Neiße in Brandenburg und steht unter Denkmalschutz. Sie gehört der evangelischen Kirchengemeinde Perle der Lausitz im Kirchenkreis Cottbus der Evangelischen Kirche Berlin-Brandenburg-schlesische Oberlausitz.

## Architektur und Geschichte

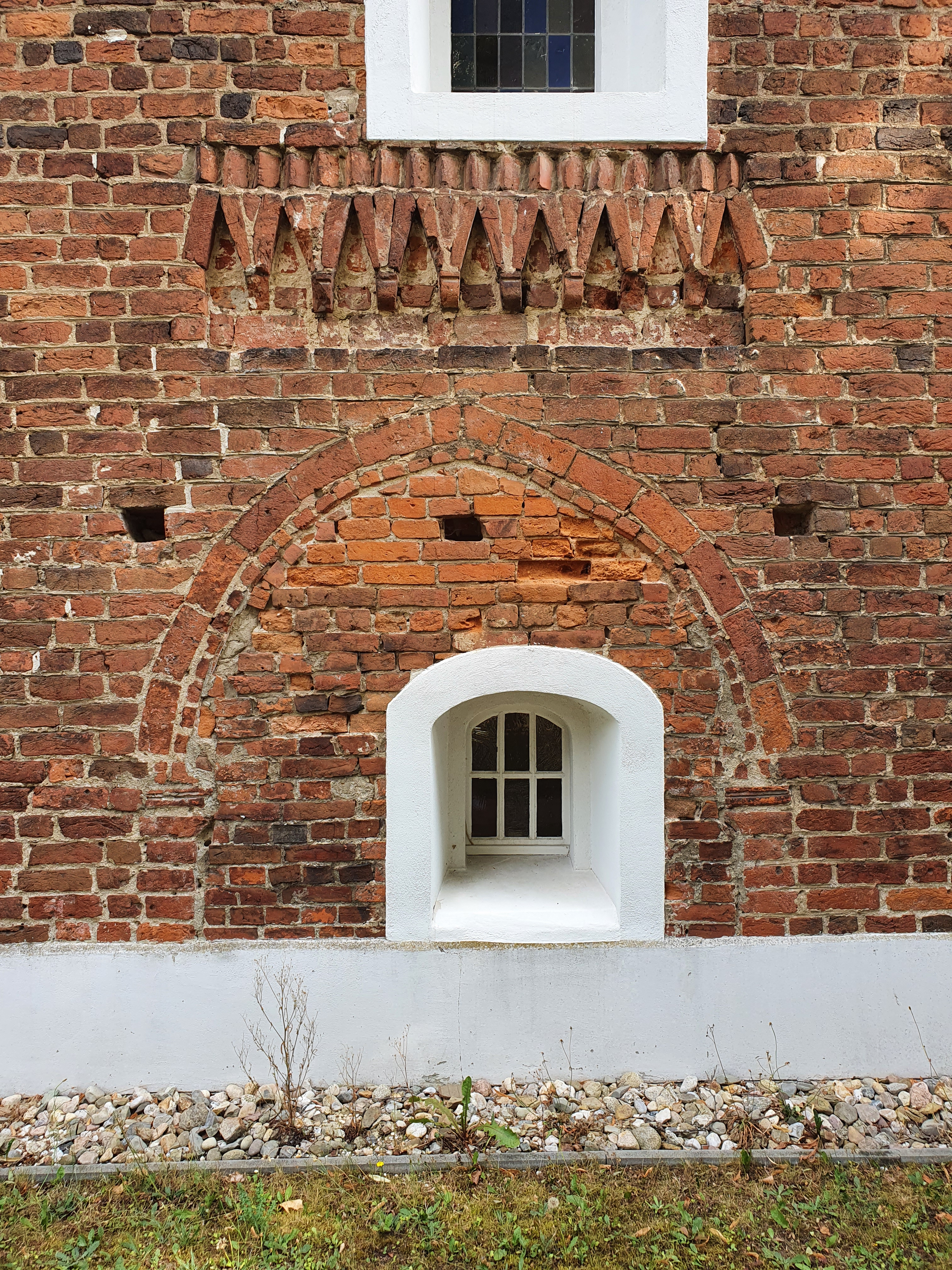
Zugemauertes Spitzbogenportal an der Südwand (2022)

Die Kirche in Klein Döbbern wurde in der ersten Hälfte des 13. Jahrhunderts errichtet und ist im Kern eine Backsteinkirche im spätromanischen Stil. Im Jahr 1680 wurde das Kirchenschiff um zwei Fensterachsen in Richtung Osten verlängert, des Weiteren wurde die Fensterform verändert und an der Südwand wurde eine Vorhalle angebaut. An der Südseite befand sich früher ein noch heute erkennbares Spitzbogenportal, das nachträglich zugemauert wurde. In den Jahren 1794 und 1795 erhielt die Kirche ihren quadratischen, dreigeschossigen Westturm mit Zeltdach und aufgesetzter Laterne. Im Verlauf von Kampfhandlungen im Zuge der Schlacht um Berlin wurde die Kirche gegen Ende des Zweiten Weltkrieges bis auf die Umfassungsmauern zerstört. 1950 und 1951 wurde die Klein Döbberner Kirche wieder aufgebaut.
Im Inneren hat die Kirche eine Bretterdecke. Trotz der Zerstörung der Kirche konnten Teile der Ausstattung aus dem 17. Jahrhundert erhalten werden. Seit 1984 befindet sich in der Dorfkirche Klein Döbbern eine Orgel, die 1901 von der Orgelbauwerkstatt W. Sauer Orgelbau aus Frankfurt (Oder) angefertigt wurde. Diese befand sich vorher in der für den Tagebau Welzow-Süd abgerissenen Dorfkirche Stradow. Im Jahr 1998 wurde der Innenraum der Kirche restauriert und 2014 wurde das Dach erneuert.

## Kirchengemeinde
Zur Kirchengemeinde Klein Döbbern gehören neben der Pfarrkirche in Klein Döbbern noch die Filialkirchen Groß Döbbern und Groß Oßnig. Die Kirchengemeinde Parva Dobryn wurde in der Kirchenmatrikel des Bistums Meißen erwähnt. Seit 1740 ist Groß Döbbern nach Klein Döbbern eingepfarrt. Arnošt Muka bezeichnete die Kirchengemeinde Anfang der 1880er-Jahre noch als rein sorbischsprachig, von den 377 Einwohnern in Klein Döbbern waren 370 Einwohner Sorben und nur sieben Deutsche. Trotzdem wurden Gottesdienste sowohl in deutscher als auch in sorbischer Sprache gehalten.
Die Kirchengemeinde Klein Döbbern war im Jahr 1820 der Superintendentur Cottbus und 1937 dem Kirchenkreis Cottbus unterstellt und gehörte somit bis 1945 zur Evangelischen Landeskirche der älteren Provinzen Preußens und danach zur Evangelischen Kirche in Berlin-Brandenburg. Zwischenzeitlich wechselte die Kirchengemeinde in den Kirchenkreis Spremberg, der am 1. Juli 1998 im Kirchenkreis Senftenberg-Spremberg aufging. Seit 2004 gehörte dieser Kirchenkreis zur Evangelischen Kirche Berlin-Brandenburg-schlesische Oberlausitz. Am 1. Januar 2020 wurde der Kirchenkreis Senftenberg-Spremberg aufgelöst. Die Region Spremberg, zu der auch die Kirchengemeinde Klein Döbbern zählte, gehört seitdem zum Kirchenkreis Cottbus.
Am 1. Januar 2024 schloss sich die Kirchengemeinde Klein Döbbern mit den drei Kirchengemeinden der Stadt Spremberg zur Kirchengemeinde Perle der Lausitz zusammen.